# Aleksandr Sautin
Aleksandr Yuryevich Sautin (tiếng Nga: Александр Юрьевич Саутин; sinh ngày 30 tháng 1 năm 1988) là một cầu thủ bóng đá người Nga. Anh thi đấu cho FC Avangard Kursk.

## Danh hiệu
- Thủ môn xuất sắc nhất Russian Second Division, Zone Ural-Povolzhye: 2010.